# Eulithidium bellum
Eulithidium bellum är en snäckart som först beskrevs av M. Smith 1937.  Eulithidium bellum ingår i släktet Eulithidium och familjen turbinsnäckor. Inga underarter finns listade i Catalogue of Life.